# Ariaú Amazon Towers
O Ariaú Amazon Towers foi um boutique hotel brasileiro.
O primeiro e maior hotel da Floresta Amazônica, possuía 288 quartos dispostos em varias torres cilíndricas interligadas por extensas passarelas de madeira (total de até 8 quilômetros de passarela), apoiadas sobre palafitas. Algumas destas passarelas tinham até 40 metros de altura. Sua estrutura tinha 66 hectares de área total e também contava com piscinas, auditório panorâmico, bares temáticos e restaurantes.

## Histórico
Idealizado em 1982 e inaugurado em 1986 pelo empresário Ritta Bernardino, o complexo hoteleiro fica as margens do Rio Ariaú, afluente do Rio Negro, na região noroeste da cidade de Manaus (distante 60 km da cidade), no estado brasileiro do Amazonas.
Na década de 1990, auge do empreendimento, hospedou o ex-presidente dos Estados Unidos Jimmy Carter, o oceanógrafo francês Jacques Cousteau, o bilionário Bill Gates, os atores Jon Voight, Jennifer Lopez, Kevin Costner, Susan Sarandon e o diretor de cinema Roman Polanski, o rei Juan Carlos e a Rainha Sofia da Espanha, a rainha Beatriz dos Países Baixos, o premier alemão Helmut Kohl, a banda Scorpions, entre muitas outras celebridades.

### Abandono
Com uma dívida milionária com a Petrobras Distribuidora, associadas a disputas judiciais de herdeiros, em setembro de 2015 o hotel fechou as portas e foi abandonado. A Petrobras ajuizou processo de perdas em 2006 e a Justiça do Amazonas penhorou o imóvel em 2016 para cobrir as dívidas aos fornecedores e ao Estado do Amazonas com ICMS.   